# Großküche

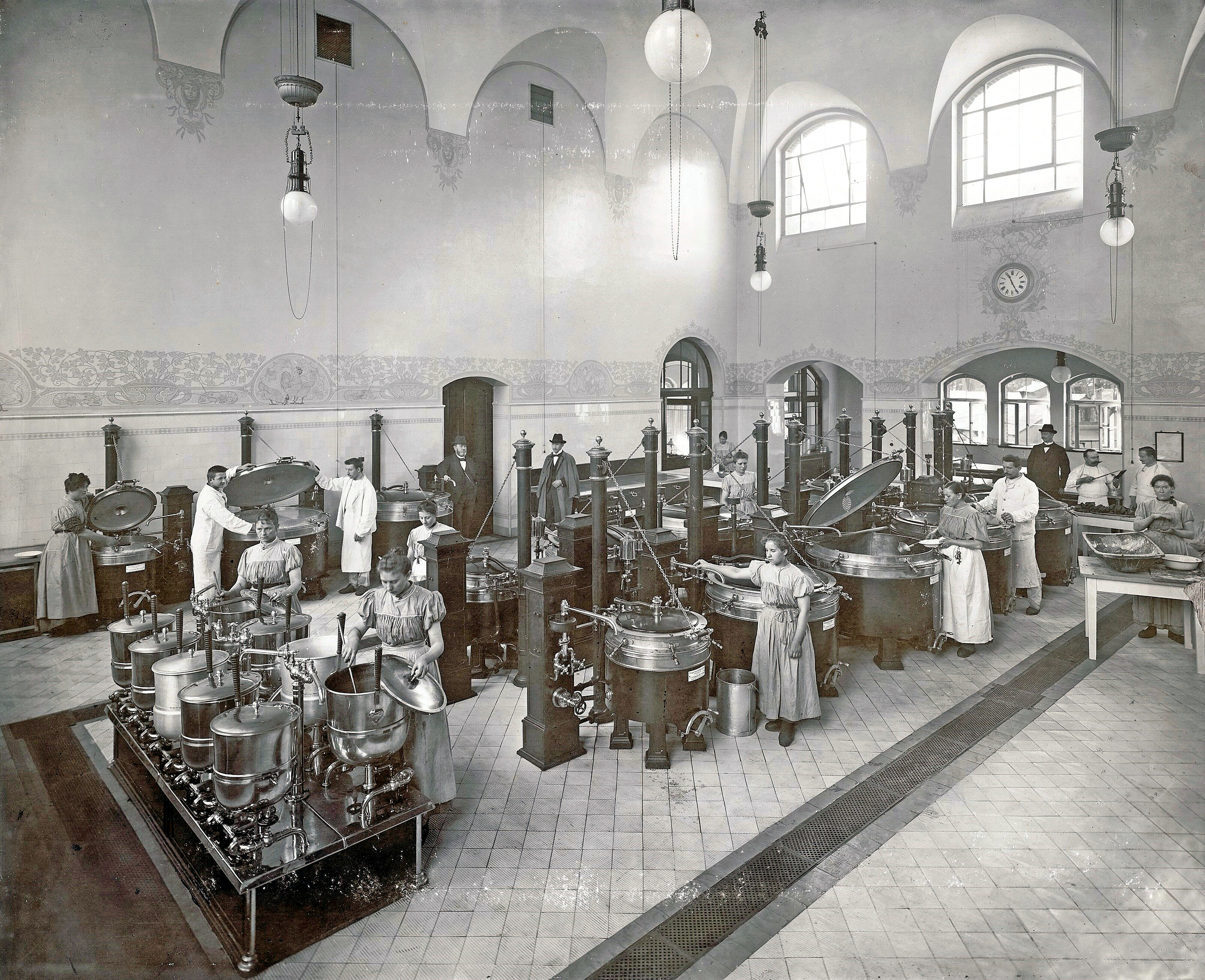
Dampfkochküche des Berliner Krankenhauses Charité, um 1900

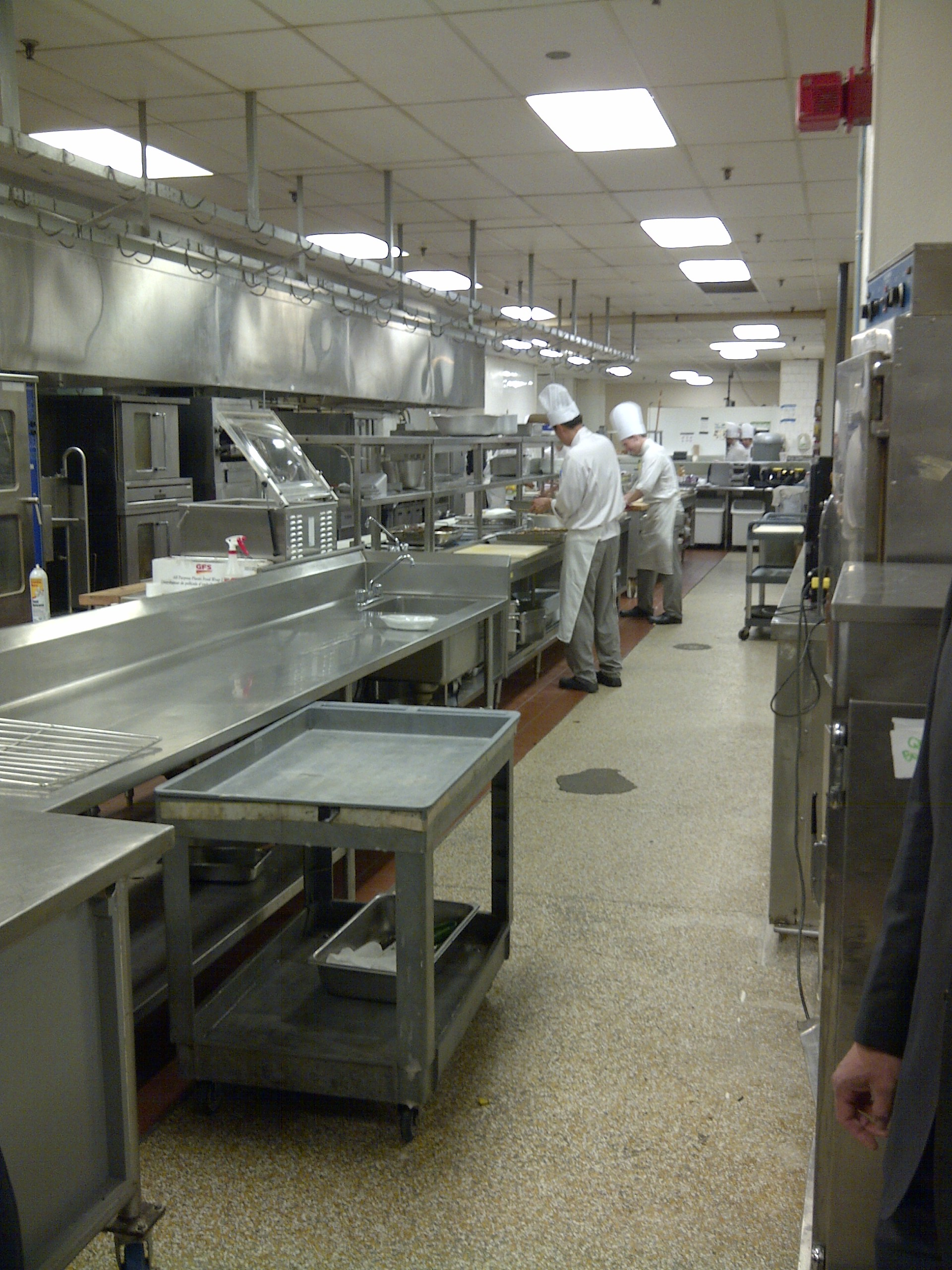
Hotelküche des Château Laurier in Ottawa (Kanada)

Als Großküche wird eine größere Küche für den gewerblichen Einsatz bezeichnet, vornehmlich in der Gastronomie und der Gemeinschaftsverpflegung (Krankenhaus-, Werksküche, Mensa). Sie ist lt. Duden entweder eine großflächige Küche etwa eines Hotels oder einer Kantine, in der regelmäßig Speisen für eine größere Zahl von Personen gekocht werden, oder ein Unternehmen, das für Großabnehmer Essen zubereitet und liefert (Catering). Der Lebensmittelüberwachungs-, Tierschutz- und Veterinärdienst des Landes Bremen (LMTVet) definiert Großküchen als Einrichtungen, die täglich mindestens 200 Essen herstellen und diese entweder vor Ort abgeben oder an andere Ausgabestellen liefern.
Großküchen unterliegen einer behördlichen Kontrolle z. B. durch Gesundheits- und Veterinärämter, sie müssen bestimmten baulichen Anforderungen (auch im Hinblick auf Arbeitsschutz) entsprechen und Hygienestandards bezüglich der Lebensmittelsicherheit erfüllen. Die eingesetzten Großküchengeräte unterscheiden sich in der Konstruktion wesentlich von Haushaltsgeräten, u. a. im Einsatz von rostfreiem Stahl und einer industriellen Normung, zum Beispiel der Gastro-Norm-Behälter. Charakteristisch für Großküchen sind ein hoher Grad an Automatisierung und Rationalisierung der Arbeitsprozesse sowie eine konsequente Arbeitsvorbereitung. So werden sogenannte Geräteketten eingesetzt und häufig Convenience-Produkte verwendet.